# The Works Tour
The Works Tour – jedna z największych tras koncertowych brytyjskiej rockowej grupy Queen. Podczas tej trasy zespół wystąpił na festiwalu Rock in Rio w 1985. Koncert został sfilmowany i w tym samym roku wydany na kasecie wideo Live in Rio. Z kolei zapis koncertu w Tokio ukazał się na DVD We Are the Champions: Final Live in Japan (wbrew nazwie nie był to ostatni koncert w Japonii, po Tokio grupa koncertowała jeszcze w Nagoi i w Osace).

## Przebieg koncertów
Podczas występu w Hanowerze Freddie Mercury, w momencie wykonywania utworu „Hammer to Fall” spadł ze schodów. Po tym wypadku był w stanie wykonać jeszcze „Bohemian Rhapsody”, „We Will Rock You” i „We Are the Champions” (koncert został nieco skrócony).
7 października w Sun City koncert został przerwany po tym, jak Mercury stracił głos, wykonując trzeci utwór z programu („Under Pressure”).
W Rio de Janeiro Queen wystąpił przed publicznością liczącą 325 000 osób.

## Personel

### Zespół
- John Deacon – gitara basowa, gitara rytmiczna
- Brian May – gitara prowadząca, śpiew
- Freddie Mercury – śpiew, pianino
- Roger Taylor – perkusja, śpiew

### Dodatkowy personel
- Spike Edney – keyboard, śpiew, gitara rytmiczna

## Programy koncertów

### Europa i Afryka Południowa
1. Machines (intro)
2. „Tear It Up”
3. „Tie Your Mother Down”
4. „Under Pressure”
5. „Somebody to Love”
6. „Killer Queen”
7. „Seven Seas of Rhye”
8. „Keep Yourself Alive”
9. „Liar”
10. improwizacja
11. „It’s a Hard Life”
12. „Dragon Attack”
13. „Now I’m Here”
14. „Is This the World We Created...?”
15. „Love of My Life”
16. „Stone Cold Crazy”
17. „Great King Rat”
18. solo keyboardowe (Spike Edney)
19. solo gitarowe
20. „Brighton Rock”
21. „Hammer to Fall”
22. „Another One Bites the Dust”
23. „Crazy Little Thing Called Love”
24. „Bohemian Rhapsody”
25. „Radio Ga Ga”

Bisy:
1. „I Want to Break Free”
2. „Jailhouse Rock”
3. „We Will Rock You”
4. „We Are the Champions”
5. „God Save the Queen” (z taśmy)

Inne utwory:

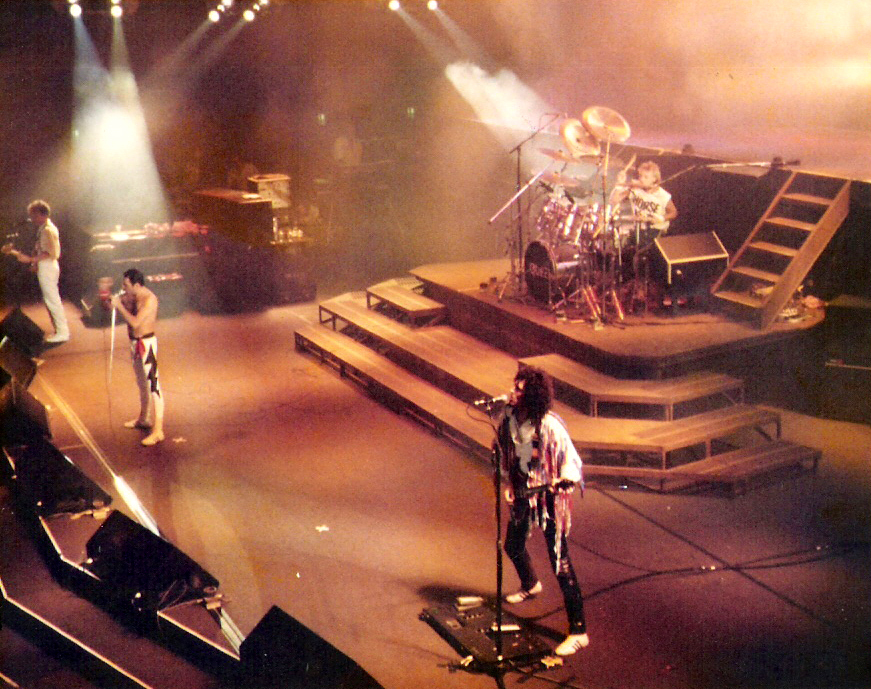
Queen na koncercie we Frankfurcie w 1984

- „Staying Power” (na około połowie koncertów)
- „Saturday Night’s Alright for Fighting”
- „Mustapha” (intro)
- „Sheer Heart Attack” (zamiennie z „Jailhouse Rock”)
- „Not Fade Away” (Londyn, 4 września 1984)
- „’39” (fragment, Lejda)

### Pozostałe lokacje
1. „Machines” (intro)
2. „Tear It Up”
3. „Tie Your Mother Down”
4. „Under Pressure”
5. „Somebody to Love”
6. „Killer Queen”
7. „Seven Seas of Rhye”
8. „Keep Yourself Alive”
9. „Liar”
10. improwizacja
11. „It’s a Hard Life”
12. „Dragon Attack”
13. „Now I’m Here”
14. „Is This the World We Created...?”
15. „Love of My Life”
16. solo gitarowe
17. „Brighton Rock”
18. „Another One Bites the Dust”
19. „Hammer to Fall”
20. „Crazy Little Thing Called Love”
21. „Bohemian Rhapsody”
22. „Radio Ga Ga"

Bisy:
1. „I Want to Break Free”
2. „Jailhouse Rock”
3. „We Will Rock You”
4. „We Are the Champions”
5. „God Save the Queen” (z taśmy)

Inne utwory:
- „Rock in Rio Blues” (improwizacja)
- „Saturday Night’s Alright for Fighting”
- „Mustapha” (intro)
- „Whole Lotta Shakin’ Goin’ On”
- „Let Me Out” (podczas solo na gitarze)
- „My Fairy King” (podczas improwizacji na pianinie)
- „The March of the Black Queen” (podczas improwizacji na pianinie)

## Daty koncertów
| Data                                               | Miasto         | Kraj              | Miejsce                          |
| -------------------------------------------------- | -------------- | ----------------- | -------------------------------- |
| Europa                                             |                |                   |                                  |
| 24 sierpnia 1984                                   | Bruksela       | Belgia            | Forest National                  |
| 28 i 29 sierpnia 1984                              | Dublin         | Irlandia          | RDS Simmons Hall                 |
| 31 sierpnia, 1 i 2 września 1984                   | Birmingham     | Anglia            | National Exhibition Centre       |
| 4, 5, 7 i 8 września 1984                          | Londyn         | Anglia            | Wembley Arena                    |
| 11 września 1984                                   | Dortmund       | Niemcy            | Westfalenhallen                  |
| 14 i 15 września 1984                              | Mediolan       | Włochy            | Sports Palace                    |
| 16 września 1984                                   | Monachium      | Niemcy            | Olympiahalle                     |
| 18 września 1984                                   | Paryż          | Francja           | Palais Omnisports de Paris-Bercy |
| 20 września 1984                                   | Lejda          | Holandia          | Groenoordhallen                  |
| 21 września 1984                                   | Bruksela       | Belgia            | Forest National                  |
| 22 września 1984                                   | Hanower        | Niemcy            | Europahalle                      |
| 24 września 1984                                   | Berlin         | Niemcy            | Deutschlandhalle                 |
| 26 września 1984                                   | Frankfurt      | Niemcy            | Festhalle                        |
| 27 września 1984                                   | Stuttgart      | Niemcy            | Schleyerhalle                    |
| 29 i 30 września 1984                              | Wiedeń         | Austria           | Stadthalle                       |
| Afryka Południowa                                  |                |                   |                                  |
| 5, 6, 7, 12, 13, 14, 18, 19 i 20 października 1984 | Sun City       | Południowa Afryka | Sun City Super Bowl              |
| Brazylia (Rock in Rio)                             |                |                   |                                  |
| 11 i 18 stycznia 1985                              | Rio de Janeiro | Brazylia          | Rock in Rio                      |
| Australia                                          |                |                   |                                  |
| 13 kwietnia 1985                                   | Auckland       | Nowa Zelandia     | Mount Smart Stadium              |
| 16, 17, 19 i 20 kwietnia 1985                      | Melbourne      | Australia         | Sports & Entertainments Centre   |
| 25, 26, 28 i 29 kwietnia 1985                      | Sydney         | Australia         | Sydney Entertainment Centre      |
| Japonia                                            |                |                   |                                  |
| 8, 9 i 11 maja 1985                                | Tokio          | Japonia           | Nippon Budokan                   |
| 13 maja 1985                                       | Nagoja         | Japonia           | Aichi Prefectural Gymnasium      |
| 15 maja 1985                                       | Osaka          | Japonia           | Osaka Castle Hall                |